# Masdevallia popowiana
Masdevallia popowiana är en orkidéart som beskrevs av Willibald Königer och J.G.Weinm.bis. Masdevallia popowiana ingår i släktet Masdevallia och familjen orkidéer.
Artens utbredningsområde är Peru. Inga underarter finns listade i Catalogue of Life.